# 卡拉馬爾 (瓜維亞雷省)

卡拉馬爾（西班牙語：Calamar），是哥倫比亞的城鎮，位於該國東南部瓜維亞雷省，面積14,300平方公里，始建於1992年8月6日，海拔高度200米，2005年人口10,160，人口密度每平方公里0.78人。
1°55′14″N 72°33′15″W / 1.92056°N 72.55417°W